# Sophie Gimbel
Sophie Gimbel, född Sophie Haas 1898 i Houston, död 28 november 1981 i New York, var en amerikansk modeskapare. Hon designade bland annat aftonklänningar och cocktailklänningar för Saks Fifth Avenue med märket Sophie of Saks och Sophie Originals. Gimbel företrädde en amerikansk version av Diors The New Look.